# 光ファイバー網
光ファイバー網（ひかりふぁいばーもう）は光ファイバーのネットワークのことである。光ファイバー網は有線電気通信網や有線電気放送網の置き換えとなった。

## 提供形態
- 芯線貸し（ダークファイバ）
- 波長貸し（光波長多重通信）
- 分岐貸し（受動光ネットワーク） - 加入者系光ファイバ網などで使われている。
- 帯域貸し（広域イーサネット等）

また自社向けの自社網や、光ファイバー網に必要な場所を貸す電柱添架、管路貸し、管渠の空間貸しなども存在する。

## 歴史

### 通信の自由化まで
もともと日本では日本電信電話公社（電電公社）が全国の有線電気通信（メタル）網を構築していたものの、地方への拡大が遅れており、地方では有線ラジオ放送の有線放送網を電話に転用する有線放送電話が登場し普及していった。有線放送電話事業者は電電公社に対し公衆電気通信法の私設有線設備の接続義務の規定（第百六条・元々は私設電話のためのもの）に基づく全国への接続を望んだものの、電電公社側は品質維持などを名目に有線放送電話の規制を当局へと依頼し、1957年に有線放送電話等の有線電気通信設備を非営利かつ同一市町村内の未敷設地域に制限するという「有線放送電話に関する法律」（有線放送電話法）を成立・施行させ、また1958年には地域団体加入電話の導入も行い、電気通信の独占体制を構築した。
その後、光ファイバの製造及び接続技術が進歩して実用的となり、1978年度には唐ヶ崎-霞が関-大手町-蔵前-浜町間に実験用の光ファイバが、1979年度には川崎市内に実験用の光ファイバが敷設され、1980年度より電電公社は本格的に光ファイバーを電気通信の中継系へと導入していった。また、電電公社はニューメディアのキャプテンシステム（日本版ビデオテックス）及びその普及などに必要な電気通信の多容量化のためのINSネットを開発しており、そのINSネットの開始に向けて中継系光ファイバーの敷設を進め、1985年2月には旭川から鹿児島までの「日本縦貫光ファイバケーブル」を完成させた。
その後、1985年4月に日本電信電話株式会社法が施行されて日本電信電話公社（電電公社）が民営化され日本電信電話 (NTT) となり、また公衆電気通信法が改正され電気通信事業法が誕生すると、実質的に通信の自由化が行われたと見做されるようになった。この自由化によって新興電信電話会社（新電電、NCC）が生まれ、新電電によって中継系の光ファイバー網や企業向けの光通信サービスが活発化した。一方、消費者向けではラストワンマイルが問題となっており、NTTがドライカッパや加入者系ダークファイバを開放するまでの新電電は、ラストワンマイルのために無線通信やCATVへの参入を模索することとなった。

### 光ファイバー網の全国整備まで
1994年5月に郵政省が電気通信審議会の「21世紀の知的社会への改革に向けて一情報通信基盤整備プログラムー」という答申を公表し、2010年までに光ファイバー網の全国整備を目指した。1995年度には郵政省がラストワンマイル向けの「加入者系光ファイバ網整備のための特別融資制度」の創設を決定した。
1995年1月、阪神・淡路大震災が発生して電柱の倒壊が問題となり、同年3月には電線共同溝の整備等に関する特別措置法が公布され、光ファイバーを考慮した電線共同溝の整備が始まった。1998年、内閣は道路整備緊急措置法に基づく「新道路整備五箇年計画」を閣議決定し、その新道路整備五箇年計画で民間が情報ハイウェイを構築するための支援として情報BOX・電線共同溝・共同溝の整備を推進した。
その後、1997年11月に経済対策閣僚会議が光ファイバー網の全国整備の2005年への前倒しを決定した。
2000年、IT戦略会議・IT戦略本部が内閣に設置され、同年10月に「日本新生のための新発展政策」が公表され、翌2001年には「高度情報通信ネットワーク社会形成基本法」（IT基本法）が制定された。またIT戦略会議・IT戦略本部合同会議において「線路敷設の円滑化について」という取組方針がまとめられ、それを踏まえて同年に総務省は「電気通信分野における公益事業者の電柱・管路等使用に関するガイドライン」を規定し、これによって設備保有者は公平・公正かつ無差別かつ透明性のある条件での設備の提供が原則となった。また2002年に内閣のIT戦略本部は「e-Japan重点計画-2002」を公表し、その中で国土交通省は「新たなネットワークインフラ等の形成推進」のためとして「道路台帳の整備促進」や「橋梁の新設・架替情報の公開」など行った。
2004年、総務省は「ブロードバンド・ゼロ地域脱出計画」を打ち出し、2006年に「次世代ブロードバンド戦略2010」を発表した。この戦略では2010年度までにブロードバンドの世帯カバー率を100%に、FTTHを中心とする超高速ブロードバンドの世帯カバー率を90%にすることが目標とされた。同年には電気通信事業法が改正され、電気通信事業が許可制から登録・届出制へと移行した。
2006年1月、政府はブロードバンドの利用できない地域を2010年までに無くすとする『IT新改革戦略』を制定し、総務省はそれに基づき条件不利地域に対する地域情報通信基盤整備推進交付金事業を開始した。
2010年、国は「光の道」構想を策定して「2015年までに（超高速）ブロードバンド利用率100%を目指す」ことを目標とし、FTTHの低い利用率を上げるためにその低廉化を画策したものの、現実的ではなく各社の反発にあって頓挫した。2011年、総務省は電話網移行円滑化委員会を発足し、NTT固定電話網のコアネットワークの耐用年数である2025年までに固定電話網のIP化が進められることとなり、それに併せて固定電話のアクセス回線のFTTH化も緩やかに検討されることとなった。
2019年、総務省は条件不利地域における第5世代移動通信システム (5G) 及びIoT（モノのインターネット）基地局のバックホール回線に必要な光ファイバケーブル敷設を支援する「高度無線環境整備推進事業」を開始し（財源は電波利用料）、その後「ICTインフラ地域展開マスタープラン」を打ち出して、5GやIoT基盤整備のついでとして家庭向け光ファイバの整備も推進されることとなった。2020年にはブロードバンドをユニバーサルサービス化するための「ブロードバンド基盤の在り方に関する研究会」も発足した。
同年に新型コロナウイルスによるコロナ禍が広まると、テレワークや遠隔教育推進のために光回線整備の前倒しが行われた。2021年、国は2030年までに光回線のカバー率を99.9%へ上げるとするデジタル田園都市国家構想を打ち出し、2022年に総務省は「デジタル田園都市国家インフラ整備計画」を公表した。
また動画コンテンツやAIの普及によってデータセンターの需要が増加し、データセンター間の光ファイバが問題になることが予見され、2024年には総務省で「光ファイバ整備の円滑化のための収容空間情報等の開示の在り方に関する検討会」が開催された。

## 国際光ファイバー網
日本において国際通信はもともと1953年に国際電信電話株式会社法で設立された国際電信電話 (KDD)が独占的に提供を行っていたが、光ファイバーを用いた海底ケーブルが登場したのは通信の自由化が行われた後の1989年に運用が開始された KDD と AT&T による千葉県千倉町-米国間の TPC-3 が最初であった。翌1990年には通信の自由化によって設立された国際デジタル通信 (IDC) が神奈川県三浦市-米国間の North Pacific Cable (NPC) の運用を開始した。また敷設に関与せずに KDD の海底ケーブルの永続的使用権 (IRU) を得る形で国際通信回線へと参入した日本国際通信 (ITJ) も登場した。
1993年5月、KDDとAT&Tとシンガポール・テレコムはワールドパートナーズを結成してワールドソースを開始し、1995年にはKDDが国際バックボーン回線サービスの「インターネットKDD」を開始した。また光増幅中継により容量の大きくなったOS-A方式が開発され、同1995年にはOS-A方式による日米海底ケーブルの第5太平洋横断ケーブルネットワーク (TPC-5CN) が、1997年には同じくOS-A方式によるアジア海底ケーブル APCN が運用開始となった。
一方、1995年に世界貿易機関 (WTO) が発足しサービスの貿易に関する一般協定によって通信の自由化が更に進められることになると、1996年12月に郵政省は「第2次情報通信改革」での規制緩和においてKDDの国内通信事業への進出およびNTTの国際通信事業への進出の容認方針を示した。それを受けて、NTTは1997年にNTT国際通信を設立し、NTT国際通信は同年11月に Tier1 ISP の UUNET の日米回線を用いた国際バックボーン回線「Arcstar IPバックボーンサービス」を開始した。翌1998年にNTT国際通信は国際デジタル通信 (IDC) と業務提携を行い、1999年3月にNTTは国際デジタル通信を株式公開買付け (TOB) で買収しようとするものの、国際デジタル通信がケーブル・アンド・ワイヤレスによる敵対的買収を受けたために失敗に終わった。他方、1997年9月には自前の国際バックボーン回線の準備のためにNTT国際ネットワーク (NTT-WN) も設立しており、1999年7月、NTTを分割するためのNTT再編により長距離・国際会社の NTTコミュニケーションズが誕生すると、同月、そのNTTコミュニケーションズはNTT国際ネットワークを吸収し、翌2000年にNTTコミュニケーションズは Tier 1 ISP のベリオを買収した。
また大手2グループが国内通信事業と国際通信事業の両方を持つようになることに危機感を覚えたJR系の日本テレコムは1997年に国際通信事業者の日本国際通信 (ITJ) を取得した。
その後、海底ケーブルに大容量の光波長多重通信 (WDM) が導入できるようになり、KDD、NTTコミュニケーションズ、日本テレコムの3社を含む各国のプロバイダーは共同で国際海底ケーブルを整備するようになっていった（China-US、APCN2など）。このように日本では垂直統合が進む一方で日本以外では国際海底ケーブル回線の価格の下落が起きており、米 Pacific Gateway Exchange や英 Global Crossing は経営が苦しくなっていったとされる。

## 国内光ファイバー網

### 通信系光ファイバ網
1990年、NTTは「新高度情報通信サービス」（VI&P）構想を発表して、その中で1995年までにクロスバー交換機のデジタル化を、1999年までに全交換機のデジタル化を、2005年までに全国の家庭の大部分までの通信線の光ファイバー化を行うことを表明した。1991年4月には郵政省が新世代通信網構築などの支援を目指して成立させた電気通信基盤充実臨時措置法が公布され、1992年度には「4年度税制改正」によって「新世代通信網構築設備に係る固定資産税の軽減措置」が行われた。
1994年、NTTは「マルチメディア時代に向けての基本構想」を発表して「マルチメディア通信の共同利用実験」を開始し、その成果によって1997年より光ファイバを用いた仮想専用線の「ATMメガリンク」およびCATV事業者向けの「CATV映像伝送サービス」を開始した。また1996年にはNTTが「NTT講演会」の「21世紀に向けて変革するNTTのR&D」の中で2005年までに安価なFTTHサービスを実現するというメガメディア構想を発表し、2000年には個人向けのFTTHサービスが試験的に開始され、光ファイバ網が家庭まで繋がっていった。
一方、1998年には郵政省が電話回線（メタルケーブル）を使った安価なxDSLを実現するため「接続料の算定に関する研究会」を開始し、翌1999年から2000年にかけて既存通信会社のNTT東日本、NTT西日本、KDD、日本テレコムや新興通信会社の東京めたりっく通信、イー・アクセスはメタルケーブルを使ったADSLサービスを開始したが、NTT以外のADSL事業者はNTT東日本およびNTT西日本の所有するダークファイバの開放を要求し、2000年11月には電気通信審議会がNTT東西のダークファイバ開放の義務化を決定、同年12月にその開放が行われた。東京めたりっく通信は子会社の東京ふぁいばあ通信を立ち上げて、NTTのダークファイバを用いた高速バックボーンを構築した。
また通信と放送を同時に提供するトリプルプレイも登場した。CATV事業者が通信へと進出した後の1998年2月、郵政省は通信事業者の光ファイバー網をCATV事業者へと開放する方針を決定し、同1998年10月、通信事業者のNTTは「NTT 国際シンポジウム '98」の中で通信ネットワーク層だけでなく「放送」を含むコンテンツ・アプリケーション層、情報流通プラットフォーム層、端末・ソフトウェア層の4層から成る「情報通信サービス」の充実を図ると表明した（情報流通構想）。2001年には電気通信役務利用放送法が成立して翌2002年に施行され、通信事業者の光ファイバー網が放送用途にも使用可能となった。また2001年6月には通信・放送融合技術の開発の促進に関する法律も公布され、同年11月に施行された。これによりソフトバンクはCATV子会社のビー・ビー・ケーブルを立ち上げ2003年よりメタルのADSL網を使用した本放送を開始し、スカイパーフェクト・コミュニケーションズはCATV子会社のオプティキャストを立ち上げ2004年にNTTの光ファイバー網を使用した光放送を開始した。
NTT東西のダークファイバを用いてFTTHによる独自の通信サービスを展開する事業者も登場した。2003年にはKDDIがトリプルプレイの「KDDI光プラス」を、2004年にはソフトバンクが「Yahoo！BB 光」を開始したものの、当時これら通信サービスには光ファイバの引き込み線の問題が存在していた。2005年5月に総務省は「光引込線に係る電柱添架手続きの簡素化等に関する検討会」を開催し、同年7月にはその検討を基にして「光引込線に係る電柱添架手続きの簡素化等について」を公表し、NTT東西および東京電力・関西電力における添架手続き簡素化の試行を開始した。
その後、ADSLからFTTHへの移行が進んでいき、ADSLを中心に展開していたソフトバンクは2007年にNTT東西の加入者系光ファイバの分岐貸しの実験を求めたもののNTT東西両社はそれを拒否した。
2008年、NTT東西は地域IP網を用いたBフレッツの後継としてNext Generation Network網を用いたフレッツ光ネクストを導入し、2009年、ソフトバンクはダークファイバと自前地域網の代わりにフレッツ光ネクストを用いた「Yahoo！BB 光 with フレッツ」を開始した。
2011年、ソフトバンクはNTT東西が分岐貸しを行わないことに対して私的独占の禁止及び公正取引の確保に関する法律（独占禁止法）による訴訟を起こした（2014年棄却）。一方、電力系の通信事業者らは連名でNTT東西の光ファイバの分岐貸しに対し反対を行った。

### 電力系光ファイバ網
1970年代、送電・配電線を雷から保護するための架空地線に光ファイバを内蔵した「光ファイバ複合架空地線」(OPGW) が開発された。1979年には東京電力がOPGWの研究を住友電気工業へと委託し、1982年には境沢線で実証試験を開始している。1984年には中国電力も新山口連絡線を皮切りにOPGWを導入し、また他の電力会社各社も同様にOPGWを導入するようになり、OPGWによる光ファイバ網はだんだん巨大となっていった。
その後、通信の自由化が行われると、1986年、東京電力は東京通信ネットワーク（TTNet、後のパワードコム）を設立。この他にも大阪メディアポート（OMP、関西電力系）、中部テレコミュニケーション（CTC、中部電力系）など電力系通信事業者の設立が相次いだ。電力会社ではこれら通信子会社以外にも、電磁誘導の影響を受けにくいという光ファイバの特性を活かし、発電所や変電所と給電指令所間の指令電話網や（これは後に直収電話網に発展する）、大口需要家向けの電力使用量のリアルタイム監視（ロードサーベイ、現在のスマートグリッドの前身の一つ）などに光ファイバを利用した。
1999年11月、東京電力系のTTNet、関西電力系のOMP、中部電力系のCTCの三社は、他の電力系通信会社も参加することを見越して、共同でPNJコミュニケーションズ (PNJ-C) を設立した。2001年9月、PNJコミュニケーションズはパワードコムへと社名を変更し、東京電力系のTTNet、関西電力系のOMP、中部電力系のCTCの法人向けサービスの移譲を受けた。
2001年9月、総務省は電力系のダークファイバにおいてIRUの最低契約期間の短縮を決定した。また同月、政府は電気事業者などが保有する光ファイバ網の開放を検討し、同年10月、東京電力は自社光ファイバ網の開放を決定した。
2003年、中国情報システムサービス（CIS）と中国通信ネットワーク（CTNet）が合併してエネルギア・コミュニケーションズとなり、またケイ・オプティコムと大阪メディアポートも合併を行った。
2003年時点で電力系の光ファイバの総延長はNTTの光ファイバよりも長かったと言われている。
2005年、東京電力はNTTグループへの対抗としてKDDIとの提携を行うと発表し、2006年1月には同社子会社のパワードコムをKDDIへと合併させた。

### 鉄道系光ファイバ網

#### JR系光ファイバ網
光ファイバーの登場以前、日本の通信は日本電信電話公社の独占となっていたが、JRの前身である日本国有鉄道は1960年よりその例外として東海道線を走るビジネス特急「こだま」の乗客向けに無線の業務用電話を転用した列車電話を提供していた。また同社は1965年より開始された指定席等券売所「みどりの窓口」のために自社通信網を構築していた。
そんな日本国有鉄道は1984年に通信の自由化を見越して既存の国鉄通信網を引き継いだ上で新幹線沿いの通信網を光ファイバーケーブルへと更新する日本テレコムを設立し、1986年8月に東京-大阪間の光ファイバの専用線サービスを開始した。翌1987年、日本テレコムは自社通信網により県間を跨いで末端のNTT電話回線同士を繋ぐ安価な「市外通話サービス」を開始し、その拡大に合わせて新幹線沿いへの光ファイバの敷設を拡大していった。
2001年9月、政府は鉄道事業者などが保有する光ファイバ網の開放を検討した。
2002年、日本テレコムは自社網を使った広域分散IXのmpls ASSOCIOを開始し、2008年にはそのmpls ASSOCIOを使ってケーブルテレビ向け相互接続型IP電話の「ケーブルライン」を開始した。
2007年、JR東日本はKDDIと提携して新幹線沿いの難視聴対策CATVのFTTH化を計画したが、同じ頃にJR東日本は鉄道沿い光ファイバの芯線貸しを開始したとされる。
2020年から2022年にかけてインターネットエクスチェンジ (IX) の大手3社は福岡に新拠点を設け、JR西日本は2021年にJR西日本光ネットワークを設立して大阪堂島IXのあるデータセンターと福岡IXのあるデータセンターの両方に接続予定の山陽新幹線沿い（新大阪駅〜博多駅間）並びに在来線沿い（三原駅、大阪駅、京都駅、奈良駅、和歌山駅、米原駅等）の光ファイバ網の芯線貸しを開始し、JR九州子会社のJR九州電気システムも2022年3月に九州新幹線沿い（博多駅〜鹿児島中央駅間）の芯線貸しを開始した。
また同様に仙台でも大手IX 2社の新拠点が登場し、2022年にはJR東日本が IX 拠点のある東京大手町や仙台と太平洋側の海底ケーブル陸揚げ局を結ぶ光ファイバ網の芯線貸しの拡大を行った。
その後、2023年にJR西日本光ネットワークは光波長多重通信 (WDM) を導入して大阪〜福岡間の波長貸しサービスを開始した。また同2023年4月にはJR東日本の光ファイバ網と丸の内ダイレクトアクセスの光ファイバ網の相互接続サービスが開始され、大手町所在のIXなどとのより短距離な接続が可能となった。
2024年にはJR東海も東海道新幹線沿い（東京駅〜新大阪駅間）の芯線貸しを開始した。

#### 私鉄・地下鉄・新交通システム系光ファイバ網
1980年、東京都交通局都営地下鉄新宿線の列車集中制御装置 (CTC) に光ファイバーが試験的に導入され、それを皮切りに他の各都市の地下鉄や新交通システム、私鉄にも光情報伝送システムが導入されていった。
1998年4月、関東の私鉄会社は共同で鉄道情報ネットワーク高度利用推進協議会を立ち上げ、翌1999年、鉄道情報ネットワーク高度利用推進協議会は広域LANによる6社接続実験を行った。2002年、NTTグループはNTT-BPを立ち上げ、NTT-BPは鉄道沿線の光ファイバを用いて駅構内における無線LANサービス「無線LAN倶楽部」を開始した。
一方関西では2000年に電源開発（電発）、名古屋鉄道（名鉄）、近畿日本鉄道の三社が光ファイバの相互接続を始め、2009年にその手続きが統合された。その後、2021年には阪急阪神ホールディングスとJR西日本が光ファイバ網の相互接続を行った。

### 研究開発系光ファイバ網
1999年、郵政省の通信・放送機構 (TAO) は光ファイバによるギガビットネットワークの研究開発用として ATM（非同期転送モード）採用の Japan Gigabit Network (JGN) の運用を開始し、2004年に情報通信研究機構はその後継として広域イーサネット採用の JGN2 の運用を開始した。JGN2では光伝送などの実験を行うための光テストベッドも用意された。

### 学術系光ファイバ網
2002年、茨城県つくば市の筑波研究学園都市内に光リングネットワークのつくばWANが構築された。
2016年、文部科学省所轄の国立情報学研究所はダークファイバを用いた学術情報ネットワークのSINET5の運用を開始した。

### CATV系光ファイバ網
1971年6月、通商産業省は日本電子工業振興協会内にCATVによる情報システムを調査するための「地域情報化システム調査委員会」を設置し、1978年には通商産業省の支援を受けた生活映像情報システム開発協会が光ファイバによる「生活映像情報システム」（Hi-OVIS）の実験を奈良県東生駒で開始した。1982年には東京工業大学が大岡山キャンパスと長津田キャンパスを光ファイバで結ぶ大岡山長津田間情報伝達システムを構築し、動画の伝送を行った。同年12月、日本有線テレビジョン放送国会議員連盟が設立され、連盟は「衛星時代における光ケーブルを利用した大規模CATVの在り方に関する調査研究」を行った。
1993年9月、緊急経済対策閣僚会議においてCATVの規制緩和が決定され、1993年12月には郵政省がCATV事業の広域化やフルサービスを可能とするための「CATVの発展に向けての施策」を公表した。翌1994年4月、郵政省は「放送のデジタル化に関する研究会」を設置し、同年5月、ケーブルテレビ協議会は「フルサービス・ネット委員会」を設置した。フルサービス・ネット委員会にはCATV各社と新電電各社が参加しており、CATV各社は新電電との接続で様々なフルサービスの事業化を模索した。またこの規制緩和以降、総合商社や鉄道事業者がCATVへと参入し、特に総合商社は複数CATVを運営する Multiple System Operator (MSO) を目指すようになっていった。郵政省は1994年度より幹線に光ファイバを用いた完全双方向型のCATVを整備するための「新世代地域ケーブルテレビ施設整備事業」を開始した。一方、農林水産省も同年より田園地域マルチメディアモデル整備事業を開始した。
1995年4月、電気通信基盤充実臨時措置法が改正され、光ファイバの幹線を整備するための高度有線テレビジョン放送施設整備事業が開始された。また同年10月には郵政省が今後の調査のための「マルチメディア時代におけるケーブルテレビシステムに関する調査研究会」を設置した。翌1996年8月、郵政省はCATV網によるインターネットサービスの実現のために、地方自治体とCATV事業者を中心とした地域マルチメディア・ハイウェイ実験協議会を設置し、1996年10月の武蔵野三鷹ケーブルテレビを皮切りにCATVインターネットを提供するCATV事業者が増加していった。1998年にはMSOのタイタス・コミュニケーションズも、1999年には最大手MSOのジュピターテレコム (JCOM) もインターネットを開始している。なおこの頃は、各家庭までの網全体を一気に光ファイバ化するのは設備投資や引込工事の手間等から難しいとして、幹線部分のみを光ファイバ化し、末端部分は同軸ケーブルを使用するHFC構成を導入する事業者が多く見られた。
テレビサービス自体のデジタル化も進んでいった。衛星を用いたCS放送では1996年には既にCSデジタル放送（パーフェクTV!）が開始されていたが、CATVでは1997年に郵政省が「デジタルCATV普及のための技術的支援に関する調査研究会」を開催し、1999年3月にその最終報告書が公表されるという形であった。また1999年5月には郵政省が「ケーブルテレビの高度化の方策及びこれに伴う今後のケーブルテレビのあるべき姿」を公表し、その中で事業者と施設者の分離の検討が望ましいとした。同1999年7月、関東の鉄道情報ネットワーク高度利用推進協議会は広域LANによる6社接続実験を行い、翌2000年4月にはそれが発展してCATV各社への放送を光配信することを目的とする日本デジタル配信が設立された。一方、同年にはジュピターテレコムとタイタス・コミュニケーションズの合併が行われ、両社の所有していた放送設備が光ファイバで接続されることとなった。2005年にはジュピターテレコムが日本デジタル配信に資本参加し、日本デジタル配信は自社光配信網を関東だけでなく名古屋・大阪・福岡へと広げていった。
ケーブルテレビの加入世帯率は順調に伸びていき、2010年度には50%を突破したものの、それ以降は加入率が鈍化し、加入世帯率はだんだんと横ばいになっていった。日本政策投資銀行によればこれはモバイルブロードバンド（第3.9世代移動通信システム）が台頭し、多チャンネルを使わない人が増えていったためと推察されている。一方で放送に付随して導入された通信のCATVインターネットは順調に伸びていった。
その後、2017年度より日本ケーブルテレビ連盟の技術委員会は「伝送路高度化タスクチーム」を立ち上げてケーブルテレビ回線のFTTH化を支援するようになったほか、同2017年には総務省が『ケーブルテレビネットワーク光化促進事業』を開始し、翌2018年には『ケーブルテレビ光化による耐災害性強化事業』が開始され、FTTH化の目標が2025年度末までに「50%程度」と定められた。2019年度には『ケーブルテレビ事業者の光ケーブル化に関する緊急対策事業』も開始された。2019年2月にはCATV大手のJ:COMも3000億円掛けて2021年までに光回線網を整備すると表明、2024年には関西のFTTH化をほぼ完了させ、2027年度までにFTTH化率50%を目指すとした。
2019年末にコロナ禍が起きると『新型コロナウイルス感染症対応地方創生臨時交付金』が自治体へと支給され、鳥取市などの一部の自治体ではその交付金もケーブルテレビの光化へと使用された。

### 高速道路光ファイバ網
建設省は高速道路の道路交通情報の高度化を目指す「情報ハイウエー構想」を打ち出し、民間からの出資を募って1984年に高速道路沿いのメタルケーブルを光ファイバへと交換するための日本高速通信（テレウェイ）を設立させた。
1986年11月にテレウェイは東名高速道路および名神高速道路を使った東京・名古屋・大阪間の専用線サービスを開始し、1995年には全国網が完成した。
一方、国際通信を担っていた国際電信電話 (KDD) は海底光ケーブル向けとして光波長多重通信 (WDM) を研究していたが、テレウェイは1996年よりこの高速道路沿いの光ファイバに WDM を導入していた。また同1996年2月、郵政省は「第2次情報通信改革」での規制緩和に向けた「日本電信電話株式会社の在り方について －情報通信産業のダイナミズムの創出に向けて－ 答申」に於いて、KDD の国内通信事業参入を認めるべきという指摘を取り上げ、同年12月にはその指摘を受け入れる方針となった。1997年、国際電信電話とテレウェイの合併が合意され、1998年に国際電信電話株式会社法が廃止されて国際電信電話が民営化されると、国際電信電話は日本高速通信を吸収してKDDとなった。
2002年、内閣のIT戦略本部は「e-Japan重点計画-2002」を公表し、同年度に国土交通省は高速道路の高架橋脚空間への光ファイバの敷設の方策を検討し、大地震における耐震性に懸念のある高速道路の架線においても申請によって敷設できることとなった。しかしながら、2004年時点の国土交通省の答弁によればその申請は本州四国連絡橋（本四架橋）を除いてほとんどなかったとされる。

### メトロ系光ファイバ網
1980年代には既に通商産業省のニューメディア・コミュニティ構想の「卸団地型」によって高崎市の卸団地（高崎問屋街）に光ファイバが敷設されていたもののこちらは情報通信ではなく映像伝送用となっていた。
1985年、NTTの日本縦貫光ファイバケーブルが完成すると、同年には日本縦貫光ファイバケーブルの近い所にインテリジェント工業団地「テクノパーク・なら」を作る構想が登場し、1986年にはそれが計画促進地域に、1987年にはそれがニューメディア・コミュニティ構想の「工業団地型」に指定され、1991年に企業への引き渡しを開始、1992年にその情報センターが開業された。
より広いメトロ（都市）網では1996年には既に森ビルが自社の保有するビル群に独自の地域通信網「MII」（森ビル情報インフラストラクチャー）を敷設していたものの、この地域通信網は森ビルのテナント向けインターネットサービス「MIIインターネット接続」専用となっていた。
その後、1998年よりは日本でも短距離の拠点間接続向けとしてメトロ網サービスが登場した。1998年1月には東京通信ネットワーク (TTNet) が同一単位料金区域内でリング構成が可能なファイバ分散データインタフェース (FDDI) を用いた「FDDI専用サービス」を開始した。
また1997年に設立されたワールドコム日本法人の「ワールドコム・ジャパン」（後のMCIワールドコム・ジャパン→ベライゾンジャパン）は東京都内で独自に光ファイバ網を敷設し1998年11月25日にその光ファイバ網を用いて電話サービスを開始、次いで翌1999年10月に森ビルと提携して森ビルの保有するビル群にループ状の光ファイバ網を敷設したものの、これは主にワールドコムの国際通信サービスへの接続を目的としたものとなっていた。1999年11月には三菱地所がNTT-MEと手を組んで大手町・丸の内で「丸の内スーパーネット」を開始したものの、このサービスは非同期転送モード (ATM)ベースの「ATMメガリンク」を元にしたインターネットサービスとなっていた。
その後、 高密度波長分割多重 (DWDM) とフレームサイズの大きい同期型光ネットワーク (SONET) による広域リングネットワークおよびその上で提供される広域イーサネットの帯域貸しも登場し、芯線貸しや波長貸しに比べて安価で柔軟な帯域幅のサービスが実現されるようになった。例えば1999年12月にはインターネットイニシアティブ（IIJ）系のクロスウェイブコミュニケーションズ（CWC）が DWDM と SONET を用いることで安価で高速な広域イーサネットサービスへと参入し、2001年にはSONETインターフェースにも対応する拠点間接続サービスのメトロウェイブも開始した（2003年にNTTコミュニケーションズへと営業譲渡）。また2000年4月にはKDDが大手町・丸の内でリング状の光ファイバを構築しSONETを用いて単一拠点とKDDを繋ぐ高速通信サービスの「KDDメトロリング」（後の「KDDIメトロリング」）を開始した。
なお当時の SONET リングでは複数拠点を結ぶリング型イーサネットを構築するのに可用性の問題が存在しており、2000年11月にはIEEEでその解決に向けた新たなプロトコル「Resilient Packet Ring」(RPR) の開発が始まったものの、この RPR の標準化は2004年まで掛かることなった。またその費用もイーサネットによるメトロ網に比べて高いと見られており、1999年にはNTT東日本とNTT西日本がフレッツの県内通信向けとしてレイヤ3の Internet Protocol をベースとした地域IP網を開始し、次いで2001年3月にはNTT東日本がレイヤ2のイーサネットとVLANによって同一単位料金区域内の複数拠点を繋ぐサービス「メトロイーサ」を開始、同年5月にはNTT西日本も同様の「アーバンイーサ」を開始した。
また同年11月にはNTT東日本がSONET/SDHによる単一拠点間接続サービスの「メトロハイリンク」を開始し、次いで2002年6月にはNTT東日本がSONETを用いた専用リングネットワークを構築するサービス「スーパーハイリンク」を開始した。
2001年4月には丸紅系のメトロアクセスが新宿区や港区、千代田区の東京ガスの地域冷暖房配管用トンネルに敷設した光ファイバで専用線およびダーク・ファイバのサービスを開始した。また、丸紅は三菱地所とも手を組み、大手町や丸の内、有楽町の熱供給配管用トンネルで丸の内ダイレクトアクセスを開始した。
2003年9月にはNTT西日本がメトロ網の「アーバンイーサ」などから繋げる県内イーサネット網サービス「フラットイーサ」を開始し、2005年11月にはNTT東日本も同様にメトロ網などから繋げる県内イーサネット網サービス「スマートイーサ」を開始した。これらは2006年に「ビジネスイーサ」へと改名され、前述の同一単位料金区域内のサービスもこのサービスのメニューに組み込まれた。次いで2008年3月末にはNTTの次世代ネットワーク (NGN)に併せてイーサネットで県間通信や東西間通信まで可能な「ビジネスイーサ ワイド」が登場したが、こちらは単位料金区域内、県内、県間の三層ネットワーク構造となっており、単位料金区域間や県間の中継ごとに利用料が設定される形となった（後継の「Interconnected WAN」では一律料金）。
2015年、NTTスマートコネクトは大阪堂島において「堂島コネクト」を開始し、その後、そのネットワークを堂島の外へと拡大していった。2023年にはソフトバンクグループのBBバックボーンとJR西日本が共同で「大阪なにわリング」を開始した。
また2019年にはBBバックボーンが関東でWDMによる波長貸しサービスの BBB Spectrum を開始し、2021年12月には既存の品川・大手町・豊洲に加え西東京の府中へと拡大、翌2022年には千葉県の印西まで拡大された。

### 行政系光ファイバ網
1994年12月、内閣府は「行政情報化推進基本計画」を決定し、霞が関WANの整備が開始され、霞が関WANは1997年1月より運用を開始した。2006年、内閣府は「内閣府LAN（共通システム）に係る最適化計画」を発表し、その中で動画などの大容量のデータに対応する外部ビル-拠点間のネットワーク基盤をダークファイバーを用いて整備することとした。
また2000年8月には「情報通信技術(IT)革命に対応した地方公共団体における情報化推進本部」が「IT革命に対応した地方公共団体における情報化施策等の推進に関する指針」を公表し、総合行政ネットワーク (LGWAN) の整備が開始され、2001年にその運用が開始されて翌2002年には霞が関WANへと相互接続されたものの、この LGWAN は自前での敷設ではなく NTT のATM データ通信網サービスであるメガデータネッツを使用したものとなっていた（事業仕分けの行われた第3次LGWAN整備計画以降はメガデータネッツ以外も使えるようになった）。
2013年には政府共通プラットフォーム（霞が関クラウド）の導入を目的として「霞が関WAN」の後継となる「政府共通ネットワーク」(G-Net) が導入されたものの、2021年のコロナ禍になると「政府共通ネットワーク」の速度の問題が露呈し、内閣官房IT総合戦略室は既設の光ファイバを用いてビデオ会議網を整備し、翌2022年にはこのビデオ会議網を転用して新たな政府共通ネットワーク「GSS G-Net」の整備が開始され、2023年末には移行を終えて旧G-Netは廃止となった。

### 地域公共光ファイバ網（情報ハイウェイ）
1994年の1995年度予算の概算要求において郵政省は各地の自治体や図書館や学校や病院を光ファイバ網で繋ぐという「自治体ネットワーク構想」を打ち出した。1996年度には岡山県の高度情報化実験推進協議会が「岡山情報ハイウェイ」の実験を開始した。
1998年に郵政省は『情報スーパーエクスプレス構想の実現に向けた懇談会』を開始し、一部地域において先導して光ファイバを導入することを目指した。同年度には「地域イントラネット基盤整備事業」及び「地域インターネット導入促進基盤整備事業」が開始された。
2001年1月、内閣はe-Japan戦略を開始し、同年10月、総務省は全国ブロードバンド構想を打ち出し、この構想の中で2005年までに地域公共ネットワークの全国整備と電子自治体の推進を図ることとした。その後、その整備のために「地域公共ネットワーク基盤整備事業」が開始され、各地に情報ハイウェイが誕生した。
また、アカデミック方面では全国自治体系の光ファイバー網などを相互接続して広域分散IXにするという地域間相互接続実験プロジェクト（RIBB）も登場した。この大規模なプロジェクトはアカデミックのまま終わるものの、2007年には鳥取情報ハイウェイと岡山情報ハイウェイの相互接続が実現している。
2002年、内閣のIT戦略本部は「e-Japan重点計画-2002」を公表し、その中で地方公共団体の保有するダークファイバの貸与手続や情報提供の共通化の推進が行われることとなった。また同年度には条件不利地域に対する加入者系光ファイバ網設備整備事業も開始された。
2006年1月、政府は前述の通りブロードバンドの利用できない地域を2010年までに無くすとする『IT新改革戦略』を制定し、総務省はそれに基づき条件不利地域に対する地域情報通信基盤整備推進交付金事業を開始した。
2019年度、総務省は前述のように条件不利地域における5GおよびIoT（モノのインターネット）のバックホール回線となる光ファイバー網整備のために高度無線環境整備推進事業事業を開始したが、こちらの補助金では今までと異なり自治体だけでなく民間事業者にも開放されるようになった。次いで2020年5月には総務省が自治体の光ファイバーを民間に譲渡するのが望ましいとする「公設光ファイバケーブル及び関連設備の民間移行に関するガイドライン」を公表した。

### 公共施設管理用・下水道管光ファイバ網
1996年6月、下水道法が改正され、下水道管内に第三者が光ファイバーを敷設することが可能となり、洞道の少ない KDD はロボットを使って下水道管内に光ファイバを敷設した。
1997年、建設省は「建設省情報通信ネットワークビジョン」（情報通信インフラ30万km構想）を打ち出し、光ファイバを2001年までに約2.4万kmの道路、約1.1万kmの河川、約1.0万kmの下水道に敷設し、2010年までに約15万kmの道路、約5万kmの河川、約10万kmの下水道に敷設する計画を立てた。翌1998年には日本下水道光ファイバー技術協会が発足した。
2002年、内閣のIT戦略本部は「e-Japan重点計画-2002」を公表し、国土交通省と農林水産省は河川・道路の公共施設管理用光ファイバの民間への開放と、国営排水施設に敷設された光ファイバの情報公開を行うことを決定した。